# Петкович, Марко
Ма́рко Пе́ткович (серб. Марко Петковић; 3 сентября 1992, Сремска-Митровица, Союзная Республика Югославия) — сербский футболист, защитник клуба «Гонвед». Сыграл два матча за сборную Сербии.

## Клубная карьера

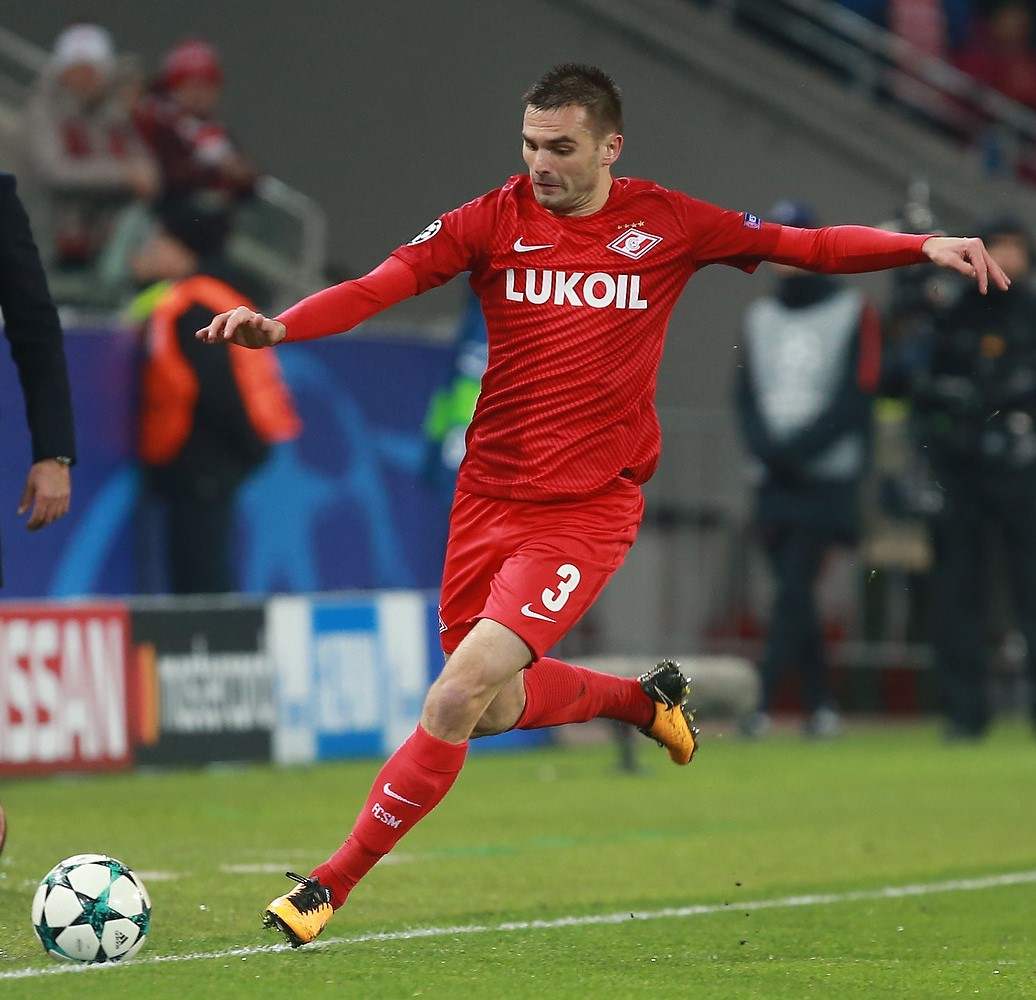
Петкович в игре за «Спартак» в 2017 году

Марко начал заниматься футболом в детской команде белградского ОФК. 22 июля 2010 года в возрасте 17 лет дебютировал в первой команде, выйдя на замену в матче квалификации Лиги Европы против жодинского «Торпедо». 14 августа провёл первую игру в Суперлиге Сербии. Петкович довольно быстро стал игроком основного состава белградского клуба и за 3 сезона провёл 67 матчей.
Своей игрой Марко обратил на себя внимание «Црвены звезды». Летом 2013 года был оформлен трансфер защитника в стан клуба. Переход обошёлся в 200 тысяч евро. Первый матч Петковича за «Црвену звезду» пришёлся на игру 6-го тура против «Вождоваца». По результатам сезона 2013/14 «Црвене звезде» удалось выиграть чемпионский титул, Марко принял участие в 17 матчах того сезона.
В октябре 2014 года получил разрыв крестообразной связки, из-за чего пропустил почти полгода, вернувшись на поле только в марте 2015 года, в том сезоне в чемпионате Сербии Петкович провёл всего 13 матчей. В сезонах 2015/16 и 2016/17 был основным игроком «Црвены звезды», сыграв 33 и 35 матчей в чемпионате соответственно. В сезоне 2016/17 забил свои первые мячи за «Црвену звезду», отличившись по разу в 4 матчах второй половины сезона (все эти матчи клуб Петковича выиграл).
30 июня 2017 года прошёл медкомиссию и на правах свободного агента заключил контракт с московским «Спартаком» сроком на 2 года с опцией продления ещё на сезон. Зарплата Петковича составила 700 тыс. евро за сезон, в контракте также предусмотрены бонусы за проведённые матчи и успешные результаты. Дебютировал за «Спартак» 23 июля 2017 года в гостевом матче 2-го тура чемпионата России против «Уфы» (0:0). 8 января 2019 года клуб расторг контракт с Петковичем по соглашению сторон.
24 января 2020 года подписал контракт с португальским клубом «Тондела» на правах свободного агента сроком до июня 2022 года. С сентября 2020 года выступал за сербский клуб «Бачка-Топола». 11 января 2022 года заключил контракт с «Гонведом», выступающим в чемпионате Венгрии.

## Карьера в сборной
13 ноября 2015 года в возрасте 23 лет дебютировал в составе сборной Сербии, выйдя на замену в товарищеском матче со сборной Чехии, завершившимся разгромом сербов (1:4). Второй матч за сборную Марко провёл 29 сентября 2016 года, в этом матче сербы также потерпели разгромное поражение от сборной Катара (0:3).

## Достижения
Црвена звезда
- Чемпион Сербии (2): 2013/14, 2015/16

«Спартак» (Москва)
- Бронзовый призёр чемпионата России: 2017/18
- Обладатель Суперкубка России: 2017

## Статистика

### Клубная
| Выступление      | Выступление      | Выступление      | Лига | Лига | Кубки | Кубки | Еврокубки | Еврокубки | Итого | Итого |
| Клуб             | Лига             | Сезон            | Игры | Голы | Игры  | Голы  | Игры      | Голы      | Игры  | Голы  |
| ---------------- | ---------------- | ---------------- | ---- | ---- | ----- | ----- | --------- | --------- | ----- | ----- |
| ОФК              | Суперлига        | 2010/11          | 17   | 0    | 0     | 0     | 3         | 0         | 20    | 0     |
| ОФК              | Суперлига        | 2011/12          | 26   | 0    | 2     | 0     | 0         | 0         | 28    | 0     |
| ОФК              | Суперлига        | 2012/13          | 21   | 0    | 5     | 0     | 0         | 0         | 26    | 0     |
| ОФК              | Суперлига        | 2013/14          | 3    | 1    | 0     | 0     | 0         | 0         | 3     | 1     |
| ОФК              | Итого            | Итого            | 67   | 1    | 7     | 0     | 3         | 0         | 77    | 1     |
| Црвена звезда    | Суперлига        | 2013/14          | 17   | 0    | 1     | 0     | 0         | 0         | 18    | 0     |
| Црвена звезда    | Суперлига        | 2014/15          | 13   | 0    | 1     | 0     | 0         | 0         | 14    | 0     |
| Црвена звезда    | Суперлига        | 2015/16          | 33   | 0    | 1     | 0     | 1         | 0         | 35    | 0     |
| Црвена звезда    | Суперлига        | 2016/17          | 35   | 4    | 6     | 0     | 0         | 0         | 41    | 4     |
| Црвена звезда    | Итого            | Итого            | 98   | 4    | 9     | 0     | 1         | 0         | 108   | 4     |
| Спартак (Москва) | Премьер-лига     | 2017/18          | 7    | 0    | 1     | 0     | 2         | 0         | 10    | 0     |
| Спартак (Москва) | Премьер-лига     | 2018/19          | 5    | 0    | 1     | 0     | 0         | 0         | 6     | 0     |
| Спартак (Москва) | Итого            | Итого            | 12   | 0    | 2     | 0     | 2         | 0         | 16    | 0     |
| Тондела          | Примейра-лига    | 2019/20          | 7    | 0    | —     | —     | —         | —         | 7     | 0     |
| Тондела          | Итого            | Итого            | 7    | 0    | —     | —     | —         | —         | 7     | 0     |
| Бачка-Топола     | Суперлига        | 2020/21          | 24   | 3    | 1     | 0     | —         | —         | 25    | 3     |
| Бачка-Топола     | Суперлига        | 2021/22          | 12   | 1    | 1     | 1     | —         | —         | 13    | 2     |
| Бачка-Топола     | Итого            | Итого            | 36   | 4    | 2     | 1     | —         | —         | 38    | 5     |
| Всего за карьеру | Всего за карьеру | Всего за карьеру | 220  | 9    | 20    | 1     | 6         | 0         | 246   | 10    |

### Сборная
Матчи и голы за сборную Сербии
| Матчи и голы Петковича за сборную Сербии | Матчи и голы Петковича за сборную Сербии | Матчи и голы Петковича за сборную Сербии | Матчи и голы Петковича за сборную Сербии | Матчи и голы Петковича за сборную Сербии | Матчи и голы Петковича за сборную Сербии | Матчи и голы Петковича за сборную Сербии |
| №                                        | Дата                                     | Оппонент                                 | Счёт                                     | Голы Петковича                           | Соревнование                             |                                          |
| ---------------------------------------- | ---------------------------------------- | ---------------------------------------- | ---------------------------------------- | ---------------------------------------- | ---------------------------------------- | ---------------------------------------- |
| 1                                        | 13 ноября 2015                           | Чехия                                    | 1:4                                      | -                                        | Товарищеский матч                        |                                          |
| 2                                        | 29 сентября 2016                         | Катар                                    | 0:3                                      | -                                        | Товарищеский матч                        |                                          |

Итого: 2 матча / 0 голов; 0 побед, 0 ничьих, 2 поражения.